# Frieseomelitta
Frieseomelitta is een geslacht van vliesvleugelige insecten uit de familie bijen en hommels (Apidae)

## Soorten
- F. dispar (Moure, 1950)
- F. doederleini (Friese, 1900)
- F. flavicornis (Fabricius, 1798)
- F. francoi (Moure, 1946)
- F. languida Moure, 1989
- F. lehmanni (Friese, 1901)
- F. longipes (Smith, 1854)
- F. nigra (Cresson, 1878)
- F. paranigra (Schwarz, 1940)
- F. paupera (Provancher, 1888)
- F. portoi (Friese, 1900)
- F. silvestrii (Friese, 1902)
- F. trichocerata Moure, 1988
- F. varia (Lepeletier, 1836)